# حامد بن عمر المنفر
حامد بن عمر المنفر (1125 - 1209 هـ) إمام وعالم متصوف أحد أئمة مسجد باعلوي بتريم. كان من صدور الشيوخ العلماء والأئمة المرشدين في حضرموت. نصب نفسه للتدريس وإيواء الغرباء وإكرام الزائرين مع ما فيه من العلم والعبادة. وله الوصايا الجامعة والمكاتبات النافعة والأوراد والدعوات الشهيرة.

## نسبه
حامد بن عمر بن حامد بن علوي بن حامد بن عمر بن أحمد بن أبي بكر بن عبد الرحمن بن محمد المنفر بن عبد الله بن محمد بن عبد الله باعلوي بن علوي الغيور بن الفقيه المقدم محمد بن علي بن محمد صاحب مرباط بن علي خالع قسم بن علوي بن محمد بن علوي بن عبيد الله بن أحمد المهاجر بن عيسى بن محمد النقيب بن علي العريضي بن جعفر الصادق بن محمد الباقر بن علي زين العابدين بن الحسين السبط بن علي بن أبي طالب، وعلي زوج فاطمة بنت محمد ﷺ.
فهو الحفيد 30 لرسول الله محمد ﷺ في سلسلة نسبه.

## مولده ونشأته
ولد بمدينة تريم سنة 1125 هـ ووالدته علوية الكبرى بن عبد الله بلفقيه. نشأ مغمورا بملاحظة أبيه وعناية خاله عبد الرحمن بن عبد الله بلفقيه، فقد لازمهما متتلمذا عليهما إلى وفاتهما حتى لا يحصى ما درسه عليهما من العلوم الدينية والشرعية ومتعلقاتها والعقلية والنقلية والصوفية وعلوم البلاغة والأدب واللغة حتى تفوق في جميع العلوم وتبوأ مقاعد الرئاسات العلمية والاجتماعية والصوفية بارزا بشخصية كبرى لها آثارها في المجتمع.

## شيوخه
تلقى عن أكابر العلماء في مختلف العلوم، منهم:
| - والده عمر بن حامد المنفر | - خاله عبد الرحمن بن عبد الله بلفقيه - عمر بن عبد الرحمن البار | - حسن بن عبد الله الحداد - محمد بن زين بن سميط |  |

## تلاميذه
وممن تلقى عنه:
| - ابنه عبد الرحمن بن حامد المنفر - حامد بن محمد المنفر - عمر بن سقاف السقاف - محمد بن سالم الجفري | - سقاف بن محمد الجفري - عمر بن عبد الرحمن البار - عمر بن أحمد الحداد - عيدروس بن عمر الحبشي | - محمد بن أحمد الحبشي - عبد الله بن حسين بن طاهر - عبد الله بن عمر بن قاضي - أبو بكر بن عبد الله الهندوان | - عبد الله بن أحمد باسودان - عبد الرحمن السليماني - أحمد بن عبد القادر الحفظي - محمد بن أبي بكر بانافع |

## حياته العلمية
كان القرآن الكريم أولى معلوماته في حياته العلمية حتى إذا ختمه شرع في تلقي العلوم الأخرى. وقد امتاز بقوة مدارك وبراعة تعبير تأخذ بشغاف الأفئدة إلى قدرة عالية في حل المعضلات العلمية وكشف المشكلات الصوفية. وعلى ما فيه من حياة صوفية غليظة منذ عهد الشبيبة فقد كان شديد الصلة بالمجتمع والحياة الاجتماعية، وكثيرا ما تدور الرسائل بينه وبين ظاهري عصره تفيض حياة اجتماعية وشؤونا اصلاحية وسياسية ومباحثات علمية وصوفية.
خلف أباه في القيام بمنصب جده عبد الله باعلوي في إمامة مسجد باعلوي الشهير بمدينة تريم. فكان كثير الاعتكاف فيه، ومن اعتياده اليومي ذهابه إلى المسجد في آخر الليل ويستمر معتكفا إلى المساء مشغلا ما بين الظهر والعصر بتدريس الفقه، وفي العشي إلى المغرب جلوسه للتصوف حتى إذا فرغ من صلاة المغرب وتوابعها تفرغ لإحياء ما بين العشائين بالقرآن قراءة واستماعا.
وقد رحل إلى الحرمين الشريفين وزبيد وأخذ عن كثير من علمائها وأخذوا عنه وانتفعوا به واستمدوا منه، وصادف دخوله مدينة زبيد ختم الإحياء عند سليمان بن يحيى الأهدل ففرح بقدومه وكذلك بقية العلماء الذين حضروا الختم والتمسوا منه الدعاء والإجازة.

## وفاته
توفي بتريم بعد أن صلى العشاء ورواتبه بعد رجوعه من زيارة نبي الله هود في شهر شعبان سنة 1209 هـ، وقد كان مع شيخوخته وهزاله لا يدع زيارة قبر النبي هود في شعبان من كل عام مهما كانت العوارض، ودفن في قبر جده حامد بن علوي بمقبرة زنبل وضريحه مشهور يزار.